# En Dawson creix
En Dawson creix (títol original en anglès: Dawson's Creek, on «creek» vol dir «riuet», «riera», «torrent») és una sèrie estatunidenca que va ser emesa entre els anys 1998 i 2003, per la popular cadena Warner. Aquesta sèrie va ser doblada al català amb el nom de En Dawson creix per iniciativa d'IB3 i estrenada a la cadena pública illenca l'any 2007.
La sèrie tracta d'una forma dramàtica la vida de 4 nois adolescents que viuen en un suposat poble anomenat Capeside, un petit poble marítim fictici, situat a l'estat de Massachusetts. Va ser filmada en Wilmington (Carolina del Nord). La sèrie tracta l'evolució de les seues turbulentes vides, des dels primers anys d'institut fins al cap de la vida universitària, tractant tot tipus de drames i problemes de l'adolescència i societat. La part universitària de la sèrie va ser gravada principalment en Durham, en la universitat de Duke.
Kevin Williamson és l'artífex i creador del guió original d'aquesta sèrie, que té un toc autobiogràfic de la seva adolescència, podem identificar-lo fàcilment amb el personatge protagonista. La sèrie consta de 6 temporades i d'un spin-of de tan sols 6 capítols.

## Producció

### Plantejament
Després de la venda del guió especulatiu per a Scream (1996), dirigit per Wes Craven, l'assistent de direcció Kevin Williamson va tenir diverses reunions amb productors de cinema i televisió abans que la pel·lícula slasher comencés a produir-se. En la que seria la seva primera reunió televisiva, Williamson va conèixer l'executiu Paul Stupin i quan li van preguntar si tenia idees per a una producció de televisió, a Williamson se li va ocórrer la idea d'una sèrie per a adolescents basada en la seva joventut quan va créixer prop d'un rierol de Carolina del Nord com a un aspirant a cineasta que admirava el director Steven Spielberg. A Stupin li va agradar la idea i li va demanar que tornés l'endemà i la presentés als estudis Columbia TriStar Television, la qual cosa va fer que aquella nit Williamson escrigués un esquema de 20 pàgines sobre En Dawson creix. Williamson va presentar l'espectacle «com a Some Kind of Wonderful, coneix a Rebel·lió a les ones, coneix a James at 15, coneix a My So-Called Life, coneix a Little House on the Prairie», també inspirant-se en el drama adolescent Beverly Hills, 90210, ja que «volia parlar a l'audiència adolescent del moment».
Quan Columbia li va demanar que traslladés l'espectacle a Boston, Massachusetts, el va establir a la fictícia Capeside i el va presentar a la Fox. No obstant això, encarregada fent competència amb Party of Five, Fox es va preguntar si necessitaven un altre drama per a adolescents, i tot i que donaven suport als guions de Williamson, finalment els va descartar. Sense utilitzar-los, Columbia TriStar va enviar els seus guions a la recentment fundada xarxa The WB que buscava idees noves per al seu programa després de publicar la sèrie de drama sobrenatural Buffy the Vampire Slayer. Williamson va anar a una reunió amb el llavors programador en cap Garth Ancier i la presidenta d'entreteniment Susanne Daniels, a qui li va encantar el guió i el va recollir per a la nova programació de la cadena de dimarts a la nit. Procter & Gamble Productions es va unir com a coproductor original de la sèrie, però va vendre els seus interessos tres mesos abans de l'estrena quan van sorgir històries impreses sobre el diàleg atrevit i les arriscades línies argumentals.